# Леоновка (Новооскольский район)
Леоновка — село в Новооскольском районе Белгородской области. Входит в состав Оскольского сельского поселения.

## География
Находится в северо-восточной части региона, в северной части района, в лесостепной зоне, в пределах юго-западных отрогов Орловско-Курского плато Среднерусской возвышенности, у автодороги 14К-9, в 7 километрах от города Новый Оскол, административного центра района. Непосредственно граничит с селом Оскольское и хутором Погромец.

### Климат
Климат характеризуется как умеренно континентальный, с относительно мягкой зимой и тёплым продолжительным летом. Среднегодовая температура воздуха — 6,1 °C. Средняя температура воздуха самого холодного месяца (января) — −8,3 °C (абсолютный минимум — −36 °C); самого тёплого месяца (июля) — 20,4 °C (абсолютный максимум — 38 °C). Годовое количество атмосферных осадков составляет 504 мм, из которых 350 мм выпадает в период с апреля по октябрь.

## История
С июля 1928 года деревня Леоновка — в Оскольском сельсовете. В 1954 году вошла в состав новообразованной Белгородской области.

## Население
| 2002 | 2010 |
| ---- | ---- |
| 471  | ↘452 |

На 1 января 1932 года 469 жителей, в 1979 году 161 житель, в 1989 году — 113 жителей.

## Инфраструктура
Личное подсобное хозяйство.

## Транспорт
Вдоль села проходит автодорога регионального значения Р188. Платформа 671 км находится примерно в 800 метрах по прямой, в хуторе Погромец.